# Der Marschall von Santa Fe
Der Marschall von Santa Fe ist ein US-amerikanischer Western aus dem Jahr 1949 mit Don Barry in der Titelrolle. Der Film wurde von Lippert Productions, Inc. produziert.

## Handlung
Die Brüder Blackie, Emmett und Guthery Dalton überfallen die Bank der Stadt Rincon. Auf der Flucht erschießen sie einen US Marshal. Marshal Larry West aus Santa Fe bekommt den Auftrag, den Mord zu untersuchen. Auf dem Weg nach Rincon trifft er auf Joe, der von den Daltons angeschossen wurde. West bringt Joe nach Rincon, wo er Fahndungsplakate für Irahu, Häuptling der Navajos, sieht. Die Indianer werden für die Taten der Daltons verantwortlich gemacht.
Nachdem der Zeitungsverleger Amos Boling die Nachricht verbreitet, dass ein Marshal bei dem Raubüberfall angeschossen wurde, übernimmt Joe die Rolle des Marshals, während West den Namen Rusty Stevens annimmt und für die Zeitung als Drucker arbeitet. Boling informiert West, dass die Daltons in der Stadt leben und Blackie für die Land- und Wasserregulierungsbehörde arbeitet. Polly Medford, Bolings Assistentin, deren Vater von den Daltons ermordet wurde, gibt an, dass Irahu und die Navajos unschuldig seien. 
Im Indianerlager erfährt West vom Häuptling, dass Pollys Vater mit Irahu einen Vertrag über die Reservatszuteilung ausgehandelt hatte, jedoch vor der Unterzeichnung von den Daltons erschossen wurde, die dann den Mord den Indianern anlasteten. West ist von der Unschuld der Navajos überzeugt und verzichtet auf deren Festnahme. In Rincon sucht er den Behördenleiter J. J. Gorman auf. Guthery, gerade zurück aus Santa Fe, erkennt in dem angeblichen Stevens den US Marshal West und warnt Gorman. Gorman beauftragt Emmett, einen Kampf mit West zu provozieren, so dass der in Notwehr erschossen werden kann. 
Sheriff Martin vollstreckt den Haftbefehl gegen Irahu. Bei seiner Rückkehr erfährt er von Blackie, dass Stevens/West Emmett getötet hat und festgenommen wurde. West enthüllt seine wahre Identität und fordert Joe zur Bezeugung auf. Zu seiner Überraschung schweigt Joe. Polly informiert Irahu über Wests Festnahme. Der Häuptling veranlasst, dass seine Krieger den Marshal befreien. Mit Hilfe ihrer Pferde können die Indianer die Gitterstäbe aus dem Mauerwerk ziehen. West fordert Boling auf, Richter Price zu holen. Dann bricht er in Blackies Hotelzimmer ein. Blackie gesteht, dass Gorman das Indianerland wegen der Wasserstellen für sich haben will. West will Blackie verhaften, der jedoch Widerstand leistet und von West angeschossen wird.
West bringt Blackie zum mittlerweile angekommenen Richter Price. Dort wiederholt Blackie sein Geständnis. Der Richter schreibt die übrigen Daltons zur Fahndung aus, West sucht Sheriff Martin auf. Blackie kann den Richter niederschießen und in sein Hotelzimmer flüchten. Boling und Martin wollen die Haftbefehle abholen, finden jedoch nur die Leiche des Richters. West und Martin versichern sich der Hilfe der Navajos, die das Hotel umstellen. Es kommt zum Kampf, doch schon bald ergeben sich die Daltons. West erfährt, dass seine Vorgesetzten seinen geplanten Rücktritt als Marshal ablehnen. Er macht Polly einen Antrag, den diese glücklich annimmt. 

## Produktion

### Hintergrund
Gedreht wurde der Film von Ende Juni bis Anfang Juli 1949 auf der Iverson Movie Ranch in Chatsworth.

### Besetzung
Im Abspann unerwähnt blieb Lee Roberts in der Rolle des Guthery Dalton.
Betty Adams, die später als Julia Adams auftrat, hatte hier ihren ersten Filmauftritt, bei dem sie im Abspann genannt wurde.

## Synchronisation
Die deutsche Synchronfassung endstand bei der Internationalen Film-Union in Remagen. Dialogregie führte Erich Kobler, der auch das Dialogbuch schrieb.
| Rolle              | Schauspieler   | Deutscher Synchronsprecher |
| ------------------ | -------------- | -------------------------- |
| Marshal Larry West | Don Barry      | Heinz Engelmann            |
| Blackie Dalton     | Robert Lowery  | Wolf Ackva                 |
| Sheriff Jeb        | James Millican | Wolfgang Eichberger        |
| J. J. Gorman       | Ray Bennett    | Klaus W. Krause            |
| Guthery Dalton     | Lee Roberts    | Gerhard Geisler            |

Anmerkung: Die kursiv geschriebenen Namen sind Rollen und Darsteller, die nicht im Abspann erwähnt wurden.

## Veröffentlichung
Die Premiere des Films fand am 21. Oktober 1949 statt. In der Bundesrepublik Deutschland kam er am 21. November 1952 in die Kinos, in Österreich 1953.

## Rezeption
Das Lexikon des internationalen Films schrieb: „Unbedeutender Serienwestern.“ Der Kritiker des TV Guide sah einen für seine Zeit angemessenen Western.